# Colotis eborea
Colotis eborea is een vlindersoort uit de familie van de Pieridae (witjes), onderfamilie Pierinae.
Colotis eborea werd in 1781 beschreven door Caspar Stoll.